# Хрептович, Иоахим
Граф (с 1752) Иоа́хим Игна́тий Лито́вор Хрепто́вич (пол. Joachim  Ignacy Litawor Chreptowicz, бел. Іахі́м (Яўхім) Ігна́цы Літаво́р Храпто́віч; 4 января 1729 — 4 марта 1812) — польский и белорусский государственный и политический деятель; один из крупнейших землевладельцев на территории современной Беларуси, известный также как деятель польско-литовского Просвещения: сторонник физиократизма, публицист, поэт, переводчик, устроитель образцовой усадьбы Щорсы.

## Биография
Происходил из магнатского рода Хрептовичей, представители которого сыграли значительную роль в развитии культуры и просвещения. Родился в Великом княжестве Литовском в имении Ясенец (сейчас — Барановичский район Брестской области). Учился в Виленской академии.
С 1765 года маршалок литовского трибунала, подканцлер литовский с 1773 года. Возглавлял дипломатические миссии в Париже и Вене. Один из создателей (1773) и на протяжении двух десятилетий член Эдукационной комиссии (учреждения по руководству народным просвещением). Руководил департаментом академии и школ Литвы. С 1780 года руководитель королевской группировки магнатов и шляхты в Литве. С 1791 года министр иностранных дел. С 1793 года канцлер литовский. В конце XVIII века основал в Варшаве «Товарищество друзей науки».
Автор стихотворений на польском языке «Гимн к красоте», «Дуб и тростник», «О любви», «Ответ Хрептовича Карпинскому», «Хронология рода Хрептовичей», статьи «Поэзия» и других.
В своих родовых имениях Щорсы (Новогрудский уезд) и Вишнево (Ошмянский уезд) заменил барщину чиншем. Построил в Щорсах дворец, школу, униатскую церковь, организовал библиотеку с архивом (150 единиц сеймовых и сеймиковых актов, королевских писем и пр.). Часть книг он приобрел от библиофила Залуского Иосифа (1768), часть от римского кардинала И.Империале. В его библиотеке было более чем 10 тысяч экземпляров книг, в том числе произведения величайших философов, римских и греческих классиков, итальянская и французская классическая литература, произведения по истории Белоруссии, Литвы и Польши.
Библиотекой Хрептовича пользовались учёные Иоахим Лелевель, Ф. Малевский, Ян Снядецкий и Анджей Снядецкие. Бывал в ней Адам Мицкевич. Библиотекарями работали М. Вольский, Я. Чечот.
Реформаторская деятельность Хрептовича (проведение аграрной реформы) была связана с поисками оптимального варианта ведения поместного хозяйства в условиях развития товарно-денежных отношений без коренной ломки крепостной системы.
Более полное представление о мировоззрении Хрептовича дают его произведения «Про ежегодное воссоздание страны» и «Про естественное право». В первом произведении он рассматривает проблемы политэкономии, во втором, наряду с правовыми проблемами, излагает свои общефилософские и социологические концепции.
Хрептович придерживался деизма. Осмысливая общественную жизнь, отметил наличие в ней «естественного порядка», который устанавливает права и обязанности всех членов общества. Для поддержки такого порядка в общей жизни заключаются договоры. Чем ближе закон к естественному праву, тем более он справедливый. В центре всего находится человек с его нуждами, интересами, правами и обязанностями.
Поскольку удовлетворение нужд человека возможно только в обществе, каждый должен считаться с нуждами других членов общества. Но люди значительно отличаются один от одного своим имущественным положением. И, тем не менее, из естественного порядка вещей следует, что каждый должен работать на том месте, какое ему натурально суждено, не стремясь проникнуть в закрытую для него сферу.
Нравственный порядок, согласно Хрептовичу, зависит от физического порядка природы. Нравственные законы целиком соответствуют тому, что полезно и необходимо человеку в его жизни. Да, «дети должны уважать родителей, родители должны растить детей — это следует из нравственного порядка, который соответствует физическому порядку природы и, совсем очевидно, полезно роду человеческому».
Физиократы, к которым принадлежал и Хрептович, рассматривали общество как натуральный организм, являющийся частью природы, в которую входят человек и его нравственные принципы. Когда же человек теряет закономерную связь с природой (лишен свободы или безопасности или собственности), он становится изгоем, бесполезным для себя и общества. «Какие же он может иметь обязанности, не имея прав? Заставишь ли его работать? Ведь его самые полезные способности ума, сообразительность, не подчиняются принуждению».
Это концепция позволяет утверждать, что Хрептович считал человека и его способности (прежде всего умственные) главным элементом производства.
Своими хозяйственными реформами и освобождением крестьян от крепостной зависимости Хрептович обосновывал возможность осуществления более широкого обновления. Верил, что при надлежащей организации общественной жизни в соответствии с требованиями «естественного права» возникает возможность создания постоянно растущей обеспеченности и просвещения для всех. Это был просветительский гуманизм и одновременно утопизм. Гуманизм Хрептовича проявлялся в уважении к личности крестьянина, признании его натуральных прав, во внимании к творчеству народа. Социальные теории и деятельность Хрептовича получили признание и поддержку.

## Семья
Жена (с 22 декабря 1766 года) —  Констанция Антоновна Пржездзецкая (ум. 20.03.1787; Варшава), дочь подканцлера литовского и сестра княгини Елены Радзивилл. В браке имели 4 сыновей и дочь:
- Адам  (14 марта 1768—1844), ротмистр, женат на вдове графине Марианне Замойской, урождённой Грановской.
- Ева (9 мая 1769—1813), была замужем за старостой минским, предводителем дворянства Виленской губернии Михаилом-Иеронимом Станиславовичем Бжостовским (1762—1806).
- Александр (8 января 1772—27 марта 1782)
- Игнатий (12 июня 1773—11 мая 1793)
- Иреней Михаил (19 Февраля 1775—1850), гофмейстер, с 1808 года был женат на фрейлине Каролине Марии фон Ренн (1780—1846), дочери генерала К. Ренне. В 1807 году она была невестой полковника Д. В. Арсеньева, но позже отказала ему и приняла предложение Хрептовича. Оскорбленный Арсеньев вызвал на дуэль своего соперника и был им убит. В браке имели детей:
  - Михаил (1809—1892), русский посланник в Лондоне и Брюсселе;
  - Мария (1811—1890), в замужестве за дипломатом А. М. Бутенёвым;
  - Елена (1814-1890), была замужем за дипломатом и писателем В. П. Титовым (1807—1891).

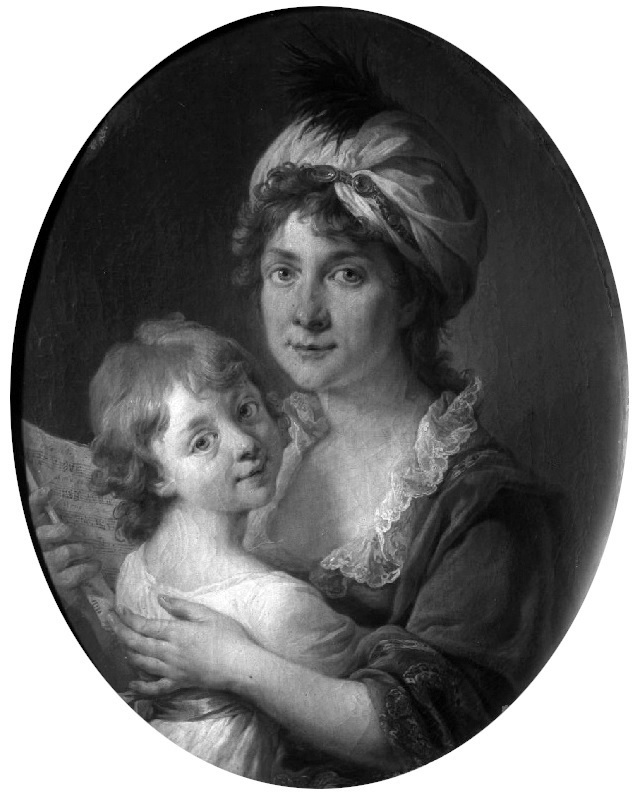
Ева Бржостовская с дочерью Изабеллой
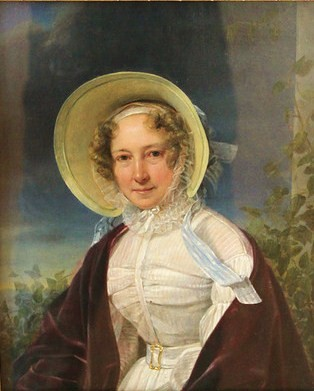
Мария Карловна Хрептович, урожд. фон Ренн
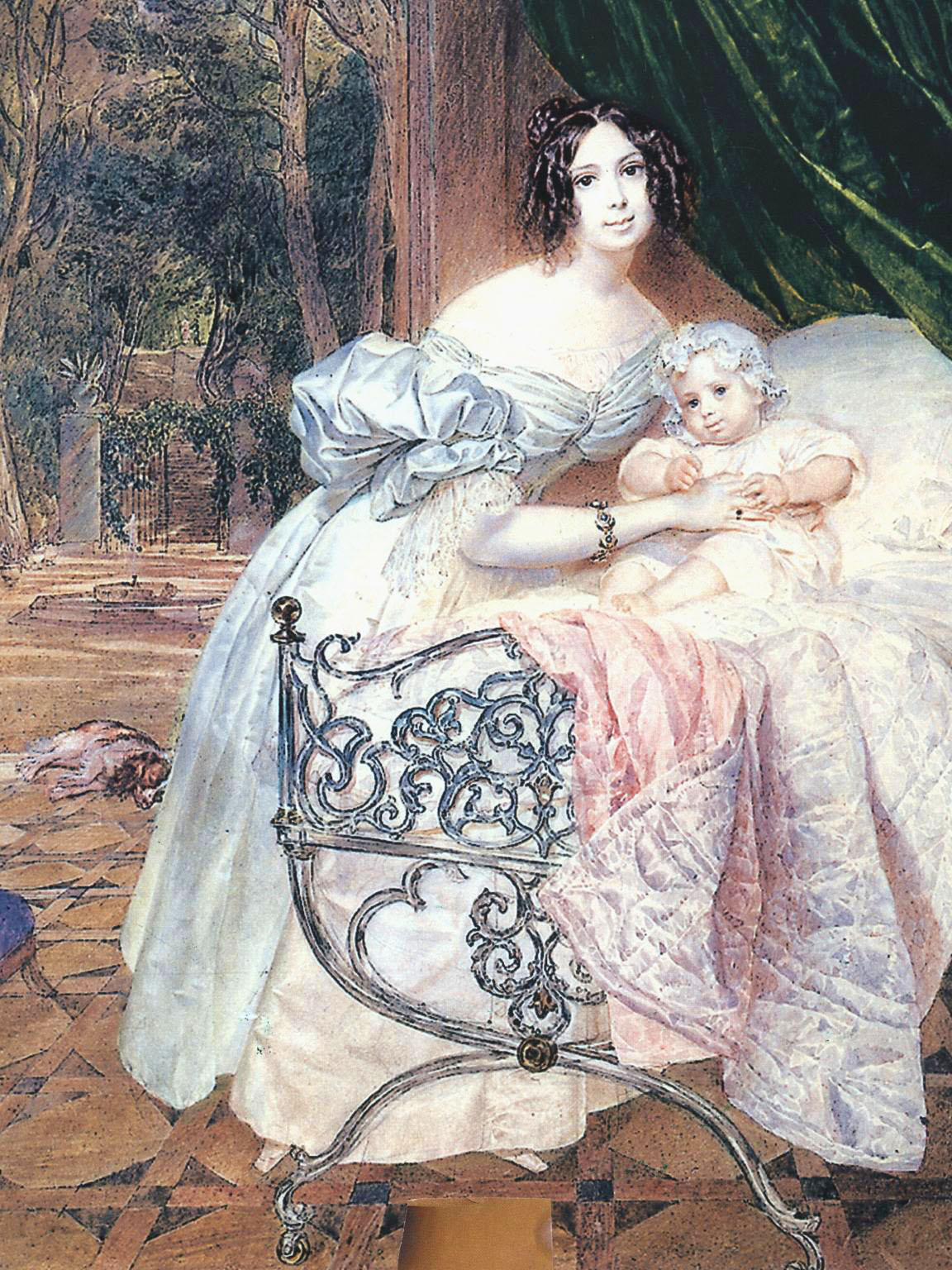
Мария Иринеевна Бутенёва с дочерью Марией
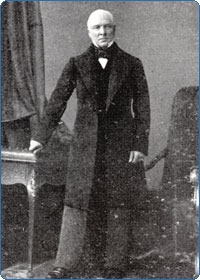
Михаил Иринеевич Хрептович